# Teófane
En la mitología griega Teófane (en griego antiguo Θεοφάνη), era una heroína tracia hija de Bisaltes que, por su gran belleza, tenía numerosos pretendientes. Poseidón, al enamorarse de ella, la trasladó a la isla de Crumisa, una isla desconocida para los geógrafos. Sin embargo los pretendientes averiguaron que se encontraba en la mencionada isla y se dirigieron allí en barco. Poseidón entonces transformó a Teófane en una hermosa oveja, se transformó a sí mismo en carnero y convirtió a los habitantes de la isla en un rebaño. Los pretendientes llegaron a la isla, pero al ver solo ganado empezaron a matar ovejas para comer y Poseidón, tras observar lo que ocurría, decidió convertirlos en lobos como castigo.
Poseidón yació bajo la forma de carnero con Teófane, mientras ella seguía bajo la forma de oveja, y tuvieron como hijo a Crisómalo el carnero de vellón de oro que fue el que llevó a Frixo a la Cólquida y cuya piel más tarde fue el objetivo de la expedición de los Argonautas.